# Condemned 2: Bloodshot
Condemned 2: Bloodshot – gra firmy Monolith Productions, druga część gry Condemned: Criminal Origins, wydana 11 marca 2008. Dostępna jest na PlayStation 3 oraz Xbox 360.

## Fabuła
Podobnie jak w poprzedniej części, gracz wciela się w postać Ethana Thomasa, agenta FBI zajmującego się tropieniem psychopatycznych seryjnych morderców. Podczas podróży po mrocznych zakamarkach, gracz ma możliwość walki wręcz za pomocą pięści (z możliwością wykonywania tzw. combosów) lub przedmiotów z otoczenia.